# José Manuel Estepa Llaurens
José Manuel Estepa Llaurens, né le 1er janvier 1926 à Andújar en Espagne et mort le 21 juillet 2019 à Madrid en Espagne, est un cardinal espagnol, archevêque aux armées espagnoles de 1983 à 2003.

## Biographie

### Enfance et études
José Manuel Estepa Llaurens a commencé sa formation au séminaire de Salamanque avant de la poursuivre à l'Université pontificale grégorienne à Rome.

### Prêtre
José Manuel Estepa Llaurens est ordonné prêtre le 27 juin 1954 pour le diocèse de Madrid. Poursuivant ses études à l'institut catholique de Paris il y obtient un diplôme en pastorale catéchétique. En 1971, il est nommé consulteur de la congrégation pour le clergé.

### Évêque
José Manuel Estepa Llaurens est nommé évêque titulaire  de Tisili (de) et évêque auxiliaire de Madrid par le pape Paul VI le 5 septembre 1972. Il est consacré par le cardinal Enrique y Tarancón le 15 octobre suivant. 
À ce poste, il a particulièrement en charge la pastorale universitaire. Il exerce également pendant onze ans la responsabilité de recteur du séminaire diocésain et de vicaire général pour le secteur Sud de l'archidiocèse, secteur correspondant à l'actuel diocèse de Getafe, ainsi que pour le Corridor de Guadalajara actuellement diocèse de Alcalá de Henares. 
Il est secrétaire de la quatrième session du synode des évêques à Rome en 1977. En 1978, il est nommé membre de la congrégation pour le clergé. 
Le 30 juillet 1983, il est nommé par le pape Jean-Paul II au vicariat pour les armées espagnoles avec le titre d'archevêque titulaire de Velebusdus (de). En 1986, à la suite de la réforme des vicariats militaires, il devient archevêque titulaire d'Italica (de), ordinaire militaire pour l'Espagne. 
Il fait partie de la commission d'évêques qui rédige le catéchisme de l'Église catholique, le Saint-Siège le chargeant par la suite de la version en Espagnol du compendium du catéchisme de l'Église catholique. Il est nommé père synodal par le pape lors de la session spéciale du synode des évêques pour l'Europe en 1991. 
Le 30 octobre 2003, il se retire de sa charge d'ordinaire militaire, ayant atteint la limite d'age. Il est ensuite aumônier des vétérans de la Fraternité royale des vétérans des forces armées et de la Garde Civile, et également Grand Prieur de la lieutenance d'Espagne occidentale de l'Ordre du Saint-Sépulcre.

### Cardinal
Benoît XVI le crée cardinal, non électeur, lors du consistoire du 20 novembre 2010 au titre de cardinal-prêtre de S. Gabriele Arcangelo all'Acqua Traversa.
Ayant déjà 84 ans lors de sa création, il ne peut pas participer aux votes du conclave de 2013 qui voit l'élection du pape François.
Il meurt le 21 juillet 2019 à Madrid à l'âge de 93 ans.